# Norwich
Norwich (/ˈnɒɹɪdʒ/) – miasto i dystrykt niemetropolitalny we wschodniej Anglii. Ośrodek administracyjny hrabstwa Norfolk, położone przy ujściu rzeki Wensum do rzeki Yare.

## Historia
Okolice Norwich zasiedlili Anglosasi w V–VII wieku. Zajęli tereny w pobliżu ważnego ośrodka Icenów (jednego z plemion Brytów) Venta Icenorum (Caistor St. Edmund), które skupiło mieszkańców tych ziem po najeździe Rzymian.
Nazwa miasta Norwich jest wspomniana w Domesday Book (1086) jako Noruic/Norwic.
Po podboju Normanów w 1066 r. wybudowano katedrę w stylu normandzkiego gotyku oraz zamek. Status miasta Norwich otrzymało w 1194 r. od Ryszarda Lwie Serce. W XI wieku Norwich było drugim po Londynie pod względem wielkości miastem w Anglii. W czasach przed rewolucją przemysłową hrabstwo Norwich zaliczano do najludniejszych w kraju.
Norwich szybko rozwinęło się w znaczące centrum handlu i miasto portowe we wschodniej części Anglii. Przez całe średniowiecze czerpało korzyści z handlu wełną oraz jeden z głównych portów przeładunkowych. Do XVIII wieku utrzymywało swoje drugie po Londynie miejsce co do wielkości i znaczenia w Anglii.
Po okresie rewolucji przemysłowej i powstaniu nowych miast na północy ranga miasta zmalała.

### Wczesny podbój normański
Możliwe jest, że trzy osobne wczesno anglosaskie osady, jedna na północy rzeki oraz dwa po obu stronach na południu, połączyły się w miarę jak rosły; lub że jedna anglosaska osada, na północ od rzeki, pojawiła się około połowy siódmego wieku, po porzuceniu poprzednich trzech. To antyczne miasto było kwitnącym centrum dla wymian i handlu we wschodniej Anglii w 1004 roku zanim zostało najechane i spalone przez Swena Widłobrodego, duńskiego króla wikingów. Mercianskie monety i odłamki ceramiki z Nadrenii datujące około z ósmego wieku sugerują że długodystansowy handel dział się na długo przed tym. Pomiędzy 924r. i 939r., Norwich stało się pełnoprawnym miastem, z własną mennicą. Słowo Norvic pojawia się na monetach w całej Europie wybijanych w tym okresie, za panowania króla Athelstana. Wikingowie byli silnym czynnikiem kulturowym w Norwich przez 40 do 50 lat pod koniec dziewiątego wieku, tworząc anglo-skandynawski dystrykt w pobliżu północnego końca współczesnego King Street. W czasie inwazji Normanów to miasto było jednym z największych w całej Anglii. Domesday Book podaje, że miasto miało około 25 kościołów oraz populację pomiędzy 5,000 i 10,000. Domesday Book rejestruje również lokalizację anglosaskiego kościoła w Tombland, lokalizację saskiego rynku oraz późniejszą normańską katedrę. Norwich wciąż jest głównym ośrodkiem handlowym, oficjalnie określanym jako Port Norwich. Kamienie żarnowe i inne artefakty ze Skandynawii i Nadrenii znaleziono podczas wykopalisk w centrum Norwich. Datuje się je na jedenasty wiek i późniejsze.
Norwich Castle został założony wkrótce po podboju normańskim. Domesday Book rejestruje że 98 saskich domostw zostało zburzonych by zrobić miejsce dla zamku. Normanowie ustanowili nowe skupisko osadnictwa wokół zamku i obszaru na zachód od niego: stało się to znane jako dzielnica „Nowa” lub „Francuska”, skupiona na własnym rynku Normanów, który przetrwał do dziś jako Norwich Market, największy stały zadaszony rynek w Europie.
W 1096 roku, Herbert de Losinga, Biskup Thetford, rozpoczął budowę Katedry w Norwich. Głównym budulcem katedry był wapień, sprowadzany z Caen w Normandii. Aby przetransportować wapień na budowę, wykopano kanał od rzeki (od miejsca dzisiejszego Pulls Ferry) do wschodniej ściany. Herbert de Losinga przeniósł tam następnie swoją stolicę, do tego, co stało się kościołem katedralnym diecezji Norwich. Biskup Norwich nadal podpisuje się jako Norvic. Norwich otrzymało przywilej królewski od Henryka II w 1158 r. oraz kolejny od Ryszarda Lwie Serce w 1194 r. Po zamieszkach w mieście w 1274 r. Norwich wyróżnia się tym, że jest jedynym kompletnym miastem angielskim, które zostało ekskomunikowane przez papieża.

### Wieki Średnie
Pierwsza odnotowana obecność Żydów w Norwich jest w 1134 r. W 1144 r. Żydzi z Norwich zostali fałszywie oskarżeni o mord rytualny po tym, jak znaleziono martwego chłopca (Williama z Norwich) z ranami kłutymi. William uzyskał status męczennika, a następnie został kanonizowany. Pielgrzymi składali ofiary do sanktuarium w katedrze (w dużej mierze ukończonego do 1140 r.) aż do szesnastego wieku, ale zapiski sugerują, że było ich niewielu. W 1174 Norwich zostało splądrowane przez Flamandów. W lutym 1190 r. wszyscy Żydzi z Norwich zostali zmasakrowani, z wyjątkiem kilku, którzy znaleźli schronienie w zamku. W miejscu średniowiecznej studni w 2004 roku robotnicy przygotowujący grunt pod budowę centrum handlowego w Norwich znaleźli kości 17 osób, w tym 11 dzieci. Szczątki zostały określone przez naukowców medycyny sądowej jako najprawdopodobniej szczątki zamordowanych Żydów, a ekspert DNA ustalił, że wszystkie ofiary były spokrewnione, więc prawdopodobnie pochodziły z jednej rodziny Żydów aszkenazyjskich. Badanie szczątków przedstawione w jednym z odcinków serialu dokumentalnego telewizji BBC History Cold Case. Artykuł badawczy z 30 sierpnia 2022 r. Potwierdził, że szczątki najprawdopodobniej należały do Żydów aszkenazyjskich. W artykule stwierdzono, że wiele ofiar miało pewne zaburzenia medyczne, najczęściej spotykane w społecznościach aszkenazyjskich, co sugeruje, że zwężenie populacji wystąpiło wśród Aszkenazyjczyków przed dwunastym wiekiem. To podważyło tradycyjne poglądy historyków, że zwężenie miało miejsce między czternastym a szesnastym wiekiem.
W 1216 roku zamek przypadł Ludwikowi, Dauphinowi Francji i powstał Szpital Hildebranda, a dziesięć lat później klasztor franciszkanów i dominikanów. Wielki Szpital pochodzi z 1249 r., a Kolegium Najświętszej Marii Panny na Polu z 1250 r. W 1256 r. założono Whitefriars. W 1266 r. miasto zostało splądrowane przez „Wydziedziczonych”. Miasto wyróżnia się tym, że jest jedynym angielskim miastem, które kiedykolwiek zostało ekskomunikowane po zamieszkach między obywatelami a mnichami w 1274 roku.

## Przemysł
Norwich od wieków znane było z przemysłu tkackiego, później włókienniczego (słynne szale z Norwich), warzelniczego (Steward & Patteson), obuwniczego (buty dziecięce Start-rite dostarczane dla rodziny królewskiej), spożywczego: produkcji musztardy Colman’s, krakersów oraz czekolady Caley’s. W XVIII wieku rozwinęła się branża stolarki meblowej (Artur Brett) oraz firmy żelazne. W Norwich wynaleziono metalową siatkę ogrodzeniową wytwarzaną mechanicznie. Autorem pomysłu był Charles Barnard, który w 1844 roku opracował technologię w oparciu o maszyny tkackie.
W 1797 roku handlarz winem i bankier Thomas Bignold założył dla ochrony przed pożarami firmę Norwich Union (obecnie brand Aviva), która rozwinęła się w XIX wieku w jedną z największych brytyjskich firm ubezpieczeniowych.

## Zabytki
Norwich posiada zachowane stare centrum na wzgórzach w zakolu rzeki Wensum, z dużą liczbą zabytkowych budynków. W obrębie murów miejskich stało niegdyś 57 kościołów, a 31 istnieje do dziś. 18 historycznych nieczynnych kościołów Norwich jest dostępnych do zwiedzania dzięki wirtualnym wycieczkom Norwich Historic Churches Trust. 70 zabytków I klasy z Norwich, z podaną lokalizacją, zostało zgrupowanych spisie Grade I listed buildings in Norwich.
- Katedra Niepodzielnej Świętej Trójcy z XI wieku
- Katedra św. Jana Chrzciciela, rzymskokatolicka (1882-1910)
- Kolegiata św. Jerzego St George's Church(inne języki) z XV wieku
- Kościół św. Piotra St Peter Mancroft(inne języki)
- Unitariański kościół oktagonalny z XVII wieku Octagon Chapel(inne języki) w stylu neo-palladiańskim
- Kościół św. Jana St John Maddermarket Church(inne języki) z XV wieku
- Kościół św. Julianny St Julian's Church(inne języki) z XII wieku
- Kościół Wszystkich Świętych All Saints' Church(inne języki) z XV wieku
- Zamek średniowieczny Norwich Castle(inne języki) zbudowany w stylu gotyckim przez Normanów w XII wieku. Niegdyś więzienie obecnie muzeum zamkowe oraz galeria sztuki
- Ratusz miejski Norwich Guildhall(inne języki) z XV wieku
- Krowia Wieża Cow Tower(inne języki) z XIV wieku
- Hala targowa Dragon Hall(inne języki) z XV wieku
- średniowieczny szpital Great Hospital(inne języki) z XIII wieku
- średniowieczny pub Adama i Ewy Adam and Eve Pub(inne języki) z XII wieku, budynek z XVIII w.

## Wiara
Według spisu ludności z 2011 roku pod względem wyznania 44,9% mieszkańców miasta stanowią chrześcijanie, 42,5% nie wyznaje żadnej religii, 8,2% nie podało religii, 2% to muzułmanie, 0,8% to hindusi, 0,7% to buddyści, 0,2% to żydzi, 0,1% to sikhowie 0,7% należy do innej religii.
Norwich uznano za najmniej religijne miasto w Anglii i Walii. Według spisu z 2011 roku 56268 osób zgłosiło brak religii – 169 spirytystów, 131 ateistów, 783 Rycerzy Jedi, 65 członków Heavy Metal.

## Ludność
Cenzus z 2011 określa liczbę mieszkańców dystrykt na 132 512 osób przy gęstości zaludnienia 34 osób na hektar. Zaludnienie aglomeracji miejskiej, liczonej z Costessey, Taverham, Hellesdon, Bowthorpe, Old Catton, Sprowston oraz Thorpe St Andrew to samo badanie określa jako 213 166 osób.

## Uczelnie
- University of East Anglia (Uniwersytet Wschodniej Anglii), założony w 1963;
- Norwich University of the Arts, założony jako Norwich School of Design w 1845 roku przez artystów skupionych wokół Norwich School;
- City College Norwich(inne języki), założony w 1891, jeden z największych koledżów w Anglii z 11 tys. studentów;
- 56 szkół podstawowych oraz 13 szkół średnich

## Sport
Największym lokalnym klubem piłkarskim jest Norwich City, znany jako Kanarki. W sezonie 2020-21 drużyna zajęła pierwsze miejsce w Championship, zdobywając awans do Premier League. Sezon 2021-22 był dla Kanarków nieudany i klubowi nie udało się utrzymać w najwyższej klasie rozgrywkowej. Większościowe udziały klubu należą do Delii Smith – znanej w Anglii prezenterki telewizyjnej i celebrytki kulinarnej – oraz jej męża Michaela Wynn-Jonesa. Swoje mecze klub rozgrywa na stadionie Carrow Road. Norwich City jest dwukrotnym zdobywcą Pucharu Ligi Angielskiej, w latach 1962 i 1985.
W mieście funkcjonują także: klub lekkoatletyczny City of Norwich AC (CoNAC), klub rugby – Norwich Lions, klub piłki ręcznej – Norwich HC oraz pięć klubów hokeja na trawie.
Swoją siedzibę mają tutaj dwa kluby wioślarskie: Yare Boat Club oraz Norwich Rowing Club, którego członkiem honorowym jest Ian Wynne – brązowy medalista Igrzysk Olimpijskich 2004 w Atenach na K1 (jedynka) na dystansie 500m.

## Znaczenie
W maju 2012 Norwich nagrodzono tytułem Miasta Literatury UNESCO.

## Etymologia
Nazwa miasta wywodzi się od staroangielskiego Norþwic („północna osada”).

## Słynni mieszkańcy
- Julianna z Norwich (ok. 1343-), angielska pustelnica, mistyczka i teolog, wizjonerka
- John Crome (1768–1821), założyciel tzw. Szkoły Norwich, stowarzyszenia artystów malarzy, którzy okresowo tam przebywali, studiując okoliczny krajobraz i rysując średniowieczną katedrę.
- Peter Trudgill (ur. 1943), językoznawca
- Paige (ur. 17 sierpnia 1992), wrestlerka i aktorka, obecnie występująca w federacji WWE w brandzie Smackdown Live
- Sigala (ur. 1 listopada 1992), DJ i producent muzyczny

## Miasta partnerskie
- Rouen, Francja
- Koblencja, Niemcy
- Nowy Sad, Serbia
- El Viejo, Nikaragua

## Galeria

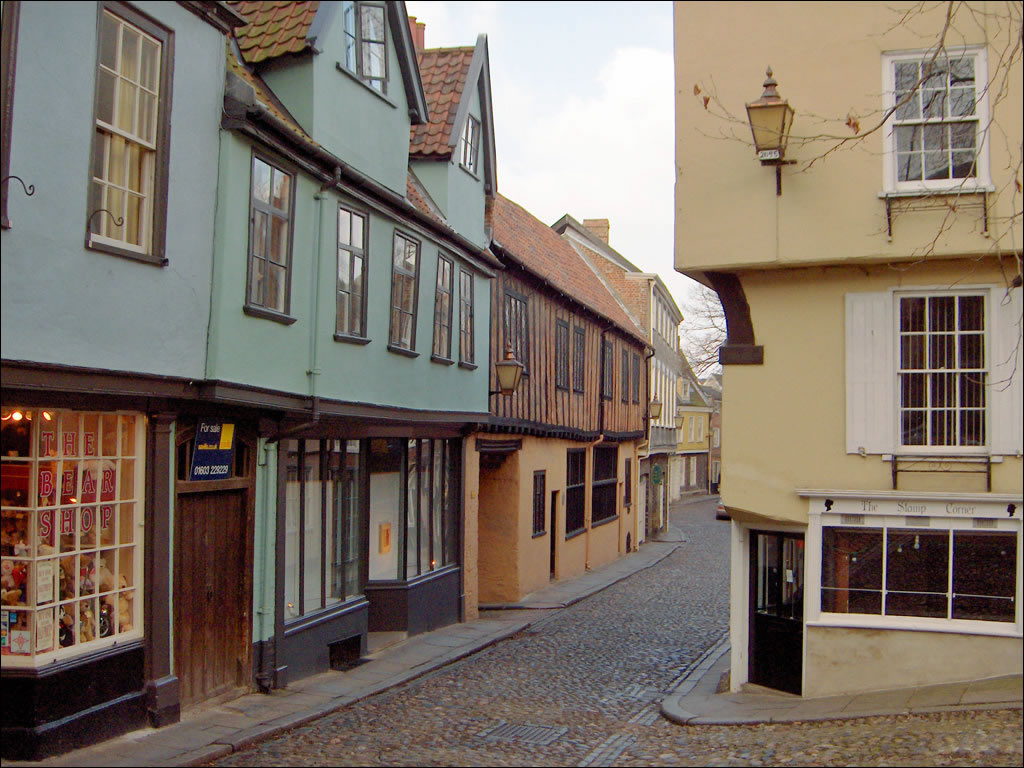
Elm Hill, średniowieczna ulica Norwich
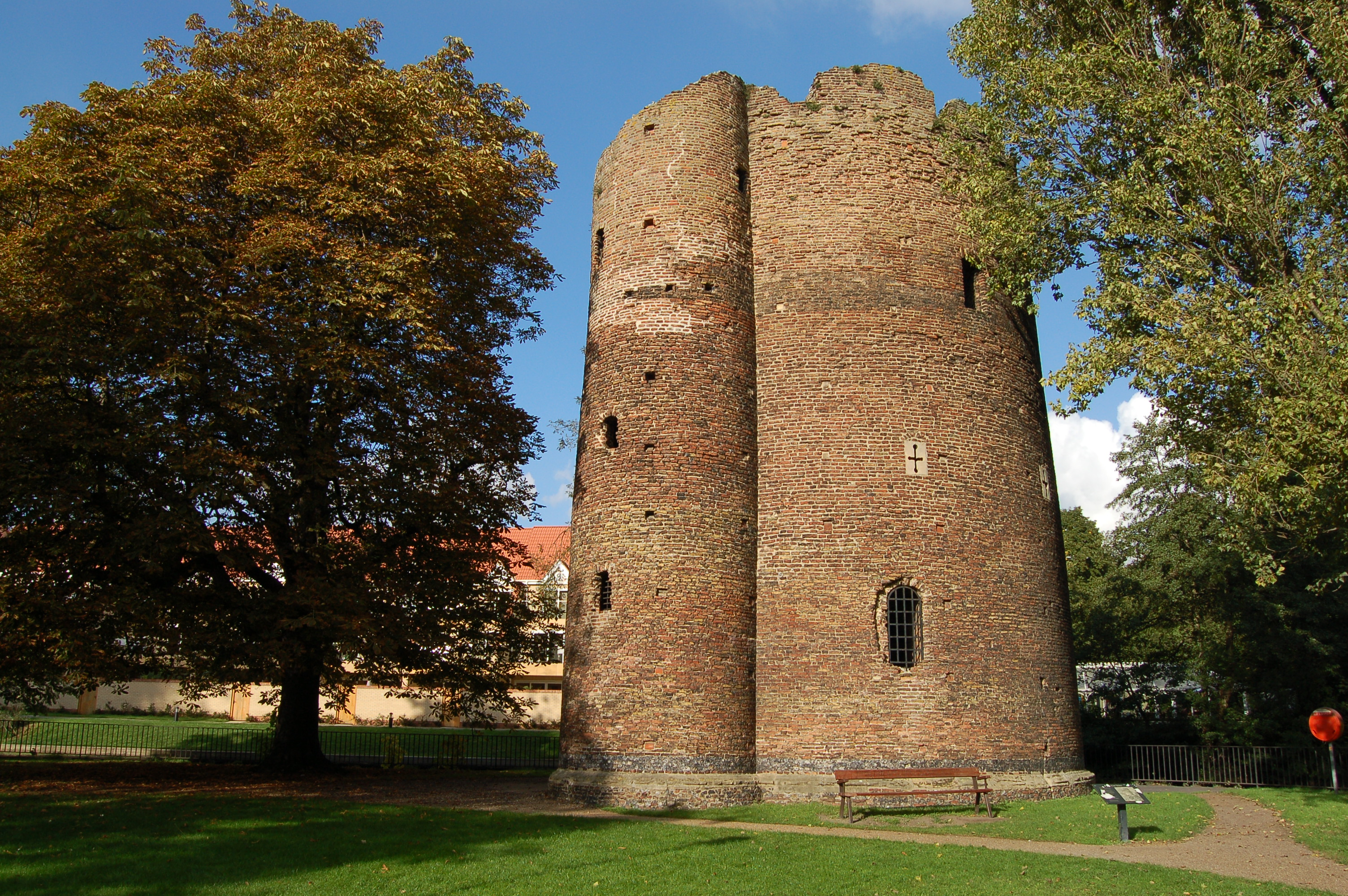
Cow Tower nad brzegiem rzeki Wensum
Granice dystryktu niemetropolitalnego Norwich w hrabstwie Norfolk